# Robert King (sceneggiatore)
Robert King (1959) è uno sceneggiatore e showrunner statunitense.

## Biografia
Conosciuto per la serie televisiva The Good Wife, creata insieme con la moglie Michelle King, che ha riscosso il successo con la protagonista della serie Alicia Florrick, interpretata dall'attrice Julianna Margulies.

## Filmografia

### Cinema
- The Nest (1988)
- Pugni d'acciaio (Bloodfist, 1989)
- Diario di un fantasma (Phantom of the Mall: Eric's Revenge, 1989)
- Ciao Julia, sono Kevin (Speechless, 1994)
- Corsari (Cutthroat Island, 1995)
- L'angolo rosso - Colpevole fino a prova contraria (Red Corner, 1997)
- Vertical Limit (2000)

### Televisione
- Un diamante con le ali (Angels in the Infield, film TV, 2000)
- In Justice (2005-2006)
- The Good Wife (2009-2016)
- BrainDead - Alieni a Washington (BrainDead, 2016)
- The Good Fight (2017-2022)
- Evil (2019-2024)
- Your Honor (2020-2023)
- Elsbeth (2024-in corso)